# Friona nigriceps
Friona nigriceps là một loài tò vò trong họ Ichneumonidae.